# Strotihypera flavipuncta
Strotihypera flavipuncta is een vlinder uit de familie van de uilen (Noctuidae). De wetenschappelijke naam van de soort werd voor het eerst geldig gepubliceerd in 1889 door Leech als Erastria flavipuncta.